# Maronitská eparchie Džuba, Sarba a Džuníja
Maronitská eparchie Džuba, Sarba a Džuníja (anglicky Maronite Catholic Eparchy of Joubbé, Sarba and Jounieh) je eparchie maronitské katolické círve se sídlem v Džuníji, kde se nachází katedrála P. Marie.  Jde o vlastní eparchii maronitského patriarchy. Patriarcha ovšem sídlí v Bkerké a tři sjednocené diecéze spravuje prostřednictvím tří patriarchálních vikářů s biskupským svěcením. 

## Historie
Eparchie Sarba byla zřízena v roce 1959 oddělením teritoria od eparchie damašské; v roce 1977 byla zřízena Eparchie Džunija a roku 1986 byla zřízena Eparchie Džuba. Roku 1990 byl sjednoceny eparchie Džuba a Sarba s eparchií Bartrun, která v té době byla vlastní eparchií maronitského patriarchy. V roce 1999 se eparchie Batrun osamostatnila a vlastní eparchií patriarchy se stala eparchie Džuba a Sarba, spojená s eparchií Džuníja.

## Seznam exarchů a eparchů

### Eparchové v Sarbě
- Michael Doumith (1959–1989)

### Biskupové v Džuníji
- Chucrallah Harb (1977–1999)

### Biskupové v Džubě
- Nasrallah Butrus Sfeir (1986–1990)

### Biskupové v Džubě, Batrunu a Sarbě
- Nasrallah Butrus Sfeir  (1990–1999)

### Biskupové v Džubě, Sarbě a Džuníji
- Nasrallah Butrus Sfeir  (1999–2011)
- Béchara Butrus Raï (od 2011)